# Дарницька районна державна адміністрація

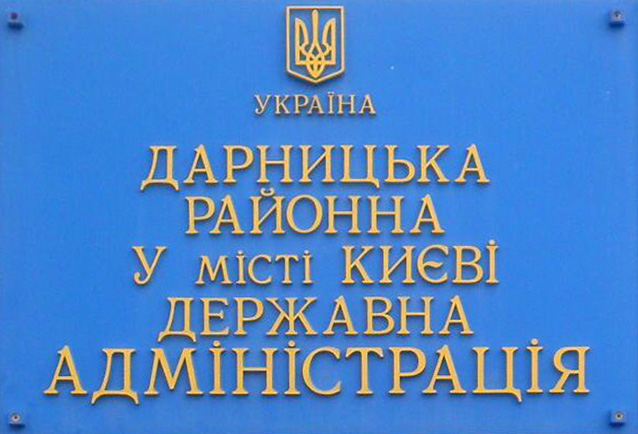
Дарницька РДА

Дарницька районна в місті Києві державна адміністрація — місцевий орган виконавчої влади, що входить до системи органів виконавчої влади, у межах своїх повноважень здійснює виконавчу владу на території відповідної адміністративно-територіальної одиниці - Дарницького району м. Києва, а також реалізує повноваження, делеговані їй Київською міською радою. Особливості здійснення виконавчої влади у місті Києві визначаються Законом України "Про столицю України - місто-герой Київ".

## Історія

Дарницька РДА

Створена рішенням Київської міської ради від 27 квітня 2001 року № 280/1257 «Про межі нових адміністративних районів м. Києва та організаційні заходи по проведенню адміністративно-територіальної реформи» та від 29 листопада 2001 року № 126/1560 «Про внесення змін та доповнень до рішення Київради від 27.04.01 р. № 280/1257», підпорядковану Київській міській державній адміністрації.

## Правові засади діяльності
Здійснення державницьких функцій, як органу місцевої виконавчої влади на відповідній адміністративно-територіальній одиниці (район у місті Києві) в межах повноважень встановлених Конституцією України і відповідно до законів України (ч.2 ст.6 Конституції України) та реалізація повноважень, делегованих райдержадміністрації відповідною радою (ст.118, 119 Конституції України).
Нормативно-правовими засадами діяльності райдержадміністрації, як органу місцевої виконавчої влади є: Конституція України, Закон України «Про місцеві державні адміністрації», «Про столицю України — місто-герой Київ» і як виконавчого органу відповідної ради щодо делегованих повноважень — Закон України «Про місцеве самоврядування в Україні», а також інші закони України.
Місцеві державні адміністрації у своїй діяльності керуються: Конституцією України, Законами України, Указами та розпорядженнями Президента України, Постановами та розпорядженнями Кабінету Міністрів України, органів виконавчої влади вищого рівня, прийнятим у межах їх повноважень

## Підрозділи
- Відділ охорони здоров'я
- Відділ у справах сім'ї, молоді та спорту
- Відділ культури, туризму та охорони культурної спадщини
- Відділ розвитку інфраструктури, містобудування та архітектури
- Архівний відділ
- Відділ контролю
- Відділ з питань внутрішньої політики та зв'язків з громадськістю
- Відділ роботи із зверненнями громадян
- Відділ господарського забезпечення
- Відділ економіки
- Відділ фінансового забезпечення
- Відділ з питань кадрової роботи та державної служби
- Відділ обліку та розподілу житлової площі
- Відділ взаємодії з правоохоронними органами, оборонної, мобілізаційної та режимно-секретної роботи
- Відділ з питань майна комунальної власності
- Відділ контролю за благоустроєм
- Відділ промисловості
- Відділ торгівлі та споживчого ринку
- Відділ з питань захисту прав споживачів
- Відділ з питань регуляторної політики та підприємництва
- Відділ інформаційно-комп'ютерного забезпечення
- Відділ ведення Державного реєстру виборців
- Відділ державної реєстрації юридичних осіб та фізичних осіб — підприємців
- Відділ екології
- Відділ з питань видачі документів дозвільного характеру
- Загальний відділ
- Організаційний відділ
- Служба у справах дітей
- Юридичний відділ
- Фінансове управління
- Управління житлово-комунального господарства
- Управління з питань надзвичайних ситуацій
- Управління освіти
- Управління праці та соціального захисту

## Голови
- Кирилюк Микола Петрович (2001 – 2006)
- Сташук Віталій Филимонович (2006 – 2010)
- Вітковський Сергій Іванович (2010 – 22.03.2014)
- Сінцов Геннадій Львович (04.04.2014 – 29.04.2016)[1][2]
- Захарченко Петро Петрович (в.о.) (29.04.2016 – 21.03.2019)[3]
- Левада Сергій Якович (21.03.2019 – 24.07.2019)[3]
- Лозовий Василь Борисович (в.о.) (24.07.2019)[4]
- Калашник Микола Володимирович (в.о.) (29.01.2022 –  11.12.2024)
- Ковтунов Олександр Володимирович (з 26.5.2025)[5]

## Керівництво
- Лозовий Василь Борисович (заступник голови Дарницької РДА)
- Володін Юрій Іванович (керівник апарату Дарницької РДА)
- Семенець Максим Євгенійович (заступник керівника апарату Дарницької районної в місті Києві державної адміністрації )